# Vojislav Govedarica
Vojislav „Voja“ Govedarica (serbisch-kyrillisch Војислав Говедарица; * 1940 in Gacko, Königreich Jugoslawien; † vor oder am 5. Dezember 2023 in Los Angeles, Kalifornien, Vereinigte Staaten) war ein serbisch-US-amerikanischer Schauspieler und Bodyguard. In Deutschland wurde er unter dem Namen Wojo Govedariza durch Mitwirkungen in einigen Western einem breiten Publikum bekannt. Ab den frühen 1980er Jahren, nach seiner Auswanderung in die USA, trat er ausschließlich unter dem Namen Voyo Goric in Erscheinung. Sein markantes Gesicht, der meist strenge, emotionslose Blick und seine muskulöse Statur sorgten für einen hohen Wiedererkennungswert.

## Leben
Govedarica wurde 1940 in Gacko, im heutigen Bosnien und Herzegowina geboren. In Belgrad übernahm er verschiedene Berufe und war als Aufseher und Rettungsschwimmer tätig. Er pflegte Beziehungen zu kontrovers diskutierten Persönlichkeiten wie Rade Ćaldović oder Ljubomir Magaš und war als Türsteher in einigen Nachtclubs beschäftigt. Nach Statistenrollen Anfang der 1960er Jahre debütierte er als Nebendarsteller 1964 im Film Die Goldsucher von Arkansas. Bekanntheit in Deutschland erhielt er 1968 als Antagonist Roter Büffel dem Häuptling eines Sioux-Stammes in Winnetou und Shatterhand im Tal der Toten. Außerdem spielte er 1973 in der deutschen Westernproduktion Die blutigen Geier von Alaska mit.
1981 emigrierte er in die Vereinigten Staaten und arbeitete als Sicherheitsbeamter in Malibu, Kalifornien. Später arbeitete er als Bodyguard unter anderen von Sylvester Stallone. Dank dieser gemeinsamen Zeit wurden sie Freunde und spielten gemeinsam 1985 in Rambo II – Der Auftrag. Er übernahm in seiner Zeit in den USA Nebenrollen in überwiegend Actionfilmen und war auch gemeinsam mit Jean-Claude Van Damme in mehreren Filmen zu sehen. Auch in den 1990er Jahren konnte er noch bis einschließlich 1999 in namhaften Filmen mitwirken. Nach über 20 Jahren nach seiner letzten Filmrolle übernahm er in der Fernsehserie Ubice mog oca eine Episodenrolle.

## Filmografie
- 1964: Die Goldsucher von Arkansas
- 1967: Praznik
- 1967: Ein serbischer Morgen (Jutro)
- 1968: Die Odyssee (Odissea) (Mini-Serie, 2 Episoden)
- 1968: Hölle vor dem Tod (Comandamenti per un gangster)
- 1968: Ein serbischer Mittag (Podne)
- 1968: Operation Beograd (Operacija Beograd)
- 1968: Winnetou und Shatterhand im Tal der Toten
- 1969: Veliki dan
- 1969: Muzikanti (Fernsehserie, Episode 1x05)
- 1969: Ubistvo na svirep i podmukao nacin i iz niskih pobuda
- 1972: Devojka sa Kosmaja
- 1972: Und Gott schuf die Wirtshaussängerin (I Bog stvori kafansku pevacicu)
- 1973: Zuta
- 1973: Die blutigen Geier von Alaska
- 1978: Trener
- 1984: Agentin mit Herz (Scarecrow and Mrs. King) (Fernsehserie, Episode 1x12)
- 1985: Mode, Models und Intrigen (Fernsehserie, Episode 1x16)
- 1985: Hunter (Fernsehserie, Episode 1x14)
- 1985: Rambo II – Der Auftrag (Rambo: First Blood Part II)
- 1986: Hummeln im Hintern (Modern Girls)
- 1987: Master of Heroes
- 1987: Russkies
- 1988: Little Nikita
- 1990: Leon (Lionheart)
- 1991: Alligator II – Die Mutation (Alligator II: The Mutation)
- 1992: Universal Soldier
- 1992: Tödliches Komplott (The Fifth Corner) (Fernsehserie, 3 Episoden)
- 1993: Ohne Ausweg (Nowhere to Run)
- 1993: The Evil Inside Me
- 1996: Balance of Power
- 1997: Mars – The Dark Secret (Mars)
- 1999: Watership Warrior – Überleben ist alles (Waterland)
- 2020: Ubice mog oca (Fernsehserie, Episode 4x06)